# Cité Libre
Cité Libre – czasopismo wydawane w Montrealu, w Kanadzie, w latach 1950–1966. Wokół periodyku skupiona była grupa intelektualistów i inteligencji quebeckiej. Najbardziej wpływowymi ideologami „Cité Libre” byli Pierre Vadeboncoeur, Marcel Rioux, Pierre Vallières, Pierre Trudeau, Gérard Pelletier, Jean Marchand i René Lévesque.
Osoby związane z „Cité Libre” występowały przeciwko quebeckiej partii politycznej Union Nationale i tradycyjnemu quebeckiemu nacjonalizmowi, a także przeciw powiązanemu z tym ostatnim katolicyzmowi. Mimo wewnętrznych różnic środowisko „Cité Libre” było antyklerykalne, głosiło hasło demokracji i wolności oraz opowiadało się za utrzymaniem związków Quebecu z kanadyjską federacją. W gospodarce potępiało skrajny liberalizm premiera Maurice’a Duplessisa i postulowało interwencjonizm państwowy. Pismo uznawało ważną rolę ruchu robotniczego i związków zawodowych; popierało też dekolonizację.